# III. Kamehameha hawaii király
III. Kamehameha (1813. augusztus 11. vagy 1814. március 7.  – Honolulu, Oahu 1854. december 15.) Hawaii királya 1825-től haláláig, az ország leghosszabb ideig regnáló uralkodója. A teljes neve Keaweaweʻula Kīwalaʻō Kauikeaouli Kaleiopapa, a hosszabbik pedig Keaweaweʻula Kīwalaʻō Kauikeaouli Kaleiopapa Kalani Waiakua Kalanikau Iokikilo Kīwalaʻō i ke kapu Kamehameha volt.

## Élete
Születési dátuma bizonytalan, 1813-at és 1814-et adják meg születési évként. A születés helye is bizonytalan, csak a Hawaii-szigetekben lehetünk biztosak. I. Nagy Kamehameha és felesége, Keopuolani királyné második fia volt; testvére, Liholiho, (uralkodóként II. Kamehameha) és közte 11 év korkülönbség volt. 
Mindössze 11 éves volt, amikor trónra került 1825 júniusában, testvére halála után 11 hónappal. Eleinte I. Kamehameha kedvenc felesége, a keresztény hitre tért Kaahumanu és Kalanimoku volt mellette régens. 1824-től 1832 igazán nagy hatalom volt a két régens kezében. Kaahumanu 1832-ben meghalt és helyére III. Kamehameha féltestvére, Elisabeta Kinau került. Amikor ő is meghalt 1839-ben, Kamehameha szembesült a királyság nehézségeivel.
1839. június 7-én adta ki a Jogok nyilatkozatát, amelyet szokás a hawaii Magna Chartának is nevezni, ezt 1840. október 8-án követte az első hawaii alkotmány. Ez az alkotmány sok újítást tartalmazott, többek között megteremtette a nép által választott törvényhozó testület intézményét és felállította a legfelsőbb bíróságot. Az első törvénykönyveket 1842-ben adták ki. Ugyanebben az évben a királyság fővárosát Lahainából Honoluluba helyezte át.
Sikerült elismertetnie Hawaii függetlenségét, előbb az USA-val, 1842-ben, majd Nagy-Britanniával és Franciaországgal, 1842-ben.
1854. december 15-én halt meg. A trónon örökbe fogadott unokaöccse, Alexander Liholiho követte, IV. Kamehameha néven.

## Külső hivatkozások
- A Wikimédia Commons tartalmaz III. Kamehameha hawaii király témájú kategóriát.

| Előző uralkodó: II. Kamehameha | Hawaii uralkodója 1825–1854 Kamehameha-ház | Következő uralkodó: IV. Kamehameha |